# 다이후쿠촌 (후쿠오카현)
다이후쿠촌(大福村)은 후쿠오카현 아사쿠라군에 설치되었던 촌이다. 현재의 아사쿠라시의 일부에 해당한다.